# Японский бекас
Японский бека́с (лат. Gallinago hardwickii) — редкий вид бекасов, населяющих юг дальневосточного региона РФ. На территории России охраняется как редкий вид. Занесён в Красные книги России, СССР, Красный список МСОП-96, Приложение 2 Боннской Конвенции, Приложения двусторонних соглашений, заключенных Россией с Японией и Республикой Корея об охране мигрирующих птиц, и других стран Азии. Благодаря этим охранным мерам, орнитологами было отмечено некоторое увеличение численности вида в 80-90-х г. XX в., в особенности на юге Сахалина, где вид стал довольно обычным. Перелётная птица: зимует в Австралии, Тасмании, странах Юго-Восточной Азии. Общая численность вида на данном пролётном пути по оценкам составляет порядка 36 тысяч особей.

## Ареал в России

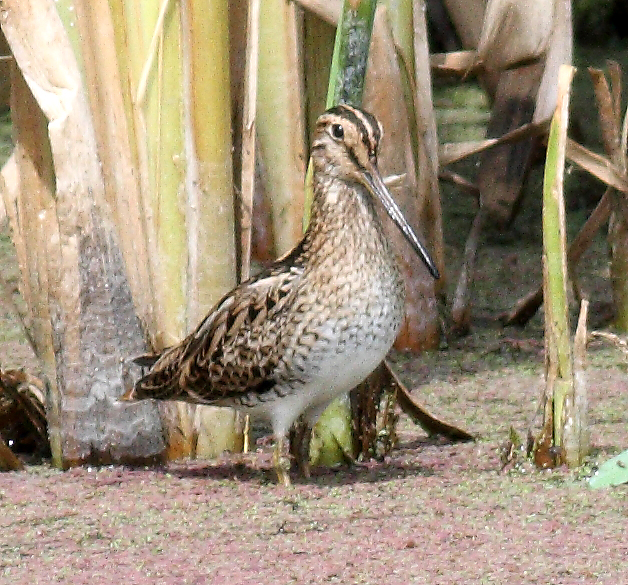
Японский бекас на зимовке в болотах Джеррабомберра, Канберра, Австралия

На территории РСФСР северный гнездовой ареал бекасов появился относительно недавно, в 40-50-х гг. XX века. Летом первые пары японских бекасов были впервые зарегистрированы на о-вах Кунашир и Итуруп, на о-вах Шикотан и Зеленый (Хабомаи). Быстрый рост численности густонаселённых населения Китая, Кореи и Японии по-видимому толкал вид на освоение более северных территорий. На Сахалине сев. граница ареала японского бекаса проходит на западном побережье по долине р. Углегорка и окрестностям г. Шахтёрск, на вост. побережье птицы продвинулись до зал. Терпения вблизи г. Поронайск. Заселяют территории находящиеся не далее 20-30 км вдали от морских побережий. С большей долей вероятности можно утверждать что вид уже несколько десятилетий гнездится и на о. Монерон. Активная колонизация японскими бекасами континентального побережья Приморского края, а также островов залива Петра Великого началась в 1964 г., когда на о. Большой Пелис в зал. Петра Великого была впервые отмечена гнездовая пара. Половая зрелость японских бекасов наступает в возрасте 2 лет. В кладке обычно содержится 4 яйца. Основу рациона вида входят почвенные и наземные насекомые, дождевые черви, в небольшом количестве семена трав и побеги растений. Основные враги японских бекасов это лисица и енотовидная собака; гнёзда разоряют вороны, на них также охотится человек.
11 мая 2015 года обнаружены бекасы в с. Вадимовка Черниговского района.

## Описание
По внешнему виду японский бекас похож на бекаса обыкновенного и на лесного дупеля, из-за чего многие охотники случайно отстреливают его. От других видов бекасов, разрешенных к отстрелу, он отличается несколько большими размерами почти с голубя (длина тела 20-30 см). Окрас японского бекаса светлее, чем у дупеля. Ширина крайних перьев хвоста достигает 5-6 мм; оперение спины окрашено в черноватые тона, на брюшке заметные размытые пестрины. Оперение нижней части крыла серое, белой полосы сверху отсутствуют. Для данного вида характерны длинный тонкий прямой клюв, довольно высокие ноги и сравнительно длинные крылья. При взлёте как правило издаёт резкий крик «чак!». Ведёт скрытный образ жизни, человека избегает. Гнездится в зарослях бамбучника. При обнаружении бекас сначала старается уйти «пешком» и лишь затем улетает. Токование самцов довольно своеобразно..